# Saint-Fiacre (Seine-et-Marne)
Pour les articles homonymes, voir Saint-Fiacre.
Saint-Fiacre est une commune française située dans le département de Seine-et-Marne en région Île-de-France.

## Géographie

### Localisation
Le village est situé à 10 km au sud-est de Meaux et à 11 km au nord-est de Crécy-la-Chapelle.

### Communes limitrophes
|          | Fublaines    |              |
| Boutigny | Saint-Fiacre | Villemareuil |
|          | Vaucourtois  |              |

### Hydrographie

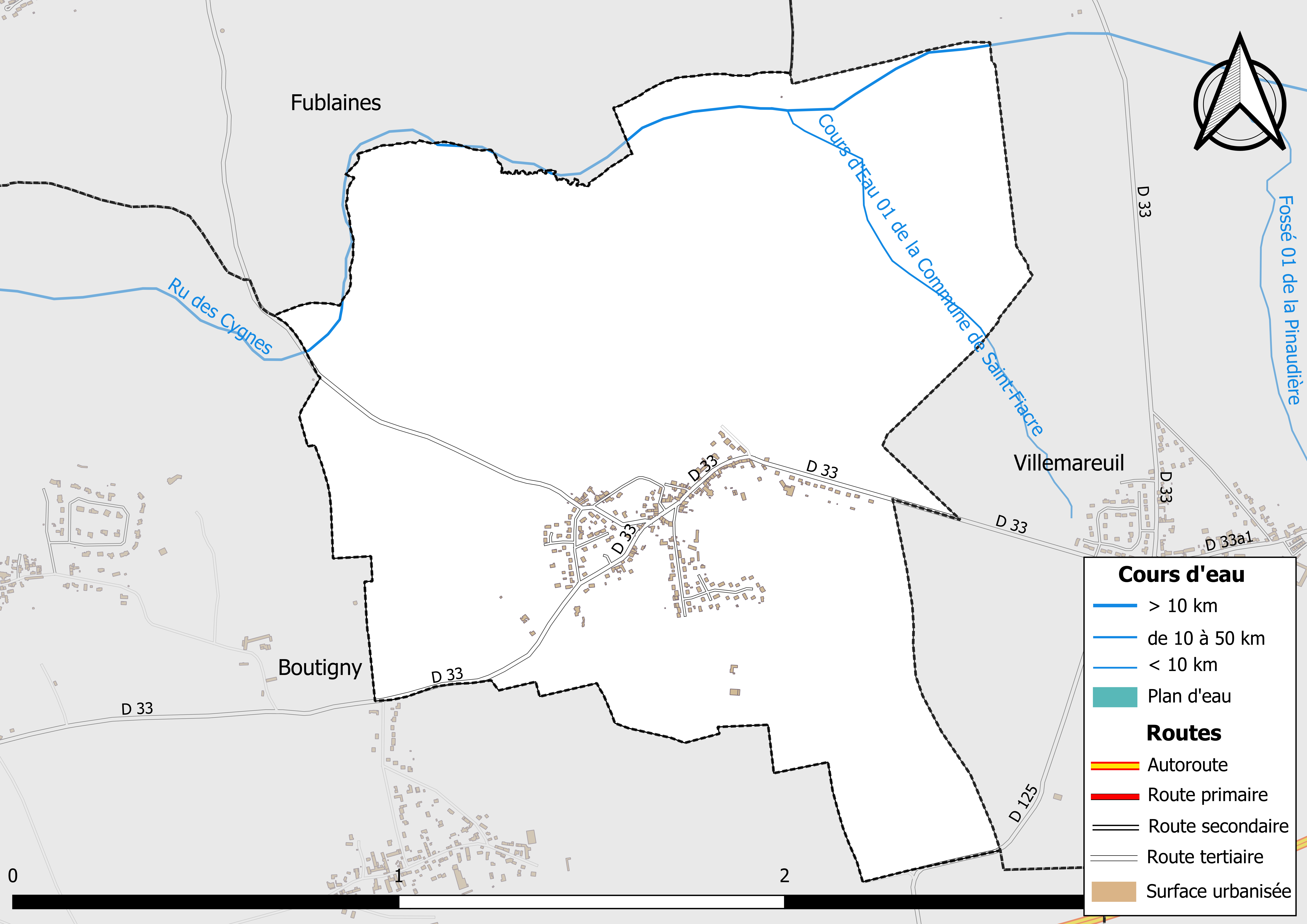
Carte des réseaux hydrographique et routier de Saint-Fiacre.

Le réseau hydrographique de la commune se compose de  deux cours d'eau référencés :
- le ru des Cygnes, long de 9,72 km[1], affluent de la Marne ; 
  - le cours d'eau 01 de la Commune de Saint-Fiacre, long de 1,41 km[2], qui conflue dans le ru des Cygnes.

Par ailleurs, son territoire est également traversé par l'aqueduc de la Dhuis.
La longueur totale des cours d'eau sur la commune est de 5,58 km.

### Climat
Pour des articles plus généraux, voir Climat de l'Île-de-France et Climat de Seine-et-Marne.
En 2010, le climat de la commune est de type climat océanique dégradé des plaines du Centre et du Nord, selon une étude du CNRS s'appuyant sur une série de données couvrant la période 1971-2000. En 2020, Météo-France publie une typologie des climats de la France métropolitaine dans laquelle la commune est exposée à un climat océanique altéré et est dans la région climatique Nord-est du bassin Parisien, caractérisée par un ensoleillement médiocre, une pluviométrie moyenne régulièrement répartie au cours de l’année et un hiver froid (3 °C).
Pour la période 1971-2000, la température annuelle moyenne est de 10,7 °C, avec une amplitude thermique annuelle de 14,8 °C. Le cumul annuel moyen de précipitations est de 719 mm, avec 11,2 jours de précipitations en janvier et 8,4 jours en juillet. Pour la période 1991-2020, la température moyenne annuelle observée sur la station météorologique la plus proche, située sur la commune de Changis-sur-Marne à 6 km à vol d'oiseau, est de 11,9 °C et le cumul annuel moyen de précipitations est de 710,1 mm,. Pour l'avenir, les paramètres climatiques de la commune estimés pour 2050 selon différents scénarios d'émission de gaz à effet de serre sont consultables sur un site dédié publié par Météo-France en novembre 2022.

### Milieux naturels et biodiversité
Aucun espace naturel présentant un intérêt patrimonial n'est recensé sur la commune dans l'inventaire national du patrimoine naturel,,.

## Urbanisme

### Typologie
Au 1er janvier 2024, Saint-Fiacre est catégorisée ceinture urbaine, selon la nouvelle grille communale de densité à sept niveaux définie par l'Insee en 2022.
Elle est située hors unité urbaine. Par ailleurs la commune fait partie de l'aire d'attraction de Paris, dont elle est une commune de la couronne,. Cette aire regroupe 1 929 communes,.

### Lieux-dits et écarts
La commune compte 23 lieux-dits administratifs répertoriés consultables ici (source : le fichier Fantoir).

### Occupation des sols
L'occupation des sols de la commune, telle qu'elle ressort de la base de données européenne d’occupation biophysique des sols Corine Land Cover (CLC), est marquée par l'importance des territoires agricoles (84,4 % en 2018), une proportion identique à celle de 1990 (84,4 %). La répartition détaillée en 2018 est la suivante : 
terres arables (73,7% ), zones urbanisées (11,1% ), zones agricoles hétérogènes (10,8% ), forêts (4,3% ), espaces verts artificialisés, non agricoles (0,2 %).
Parallèlement, L'Institut Paris Région, agence d'urbanisme de la région Île-de-France, a mis en place un inventaire numérique de l'occupation du sol de l'Île-de-France, dénommé le MOS (Mode d'occupation du sol), actualisé régulièrement depuis sa première édition en 1982. Réalisé à partir de photos aériennes, le Mos distingue les espaces naturels, agricoles et forestiers mais aussi les espaces urbains (habitat, infrastructures, équipements, activités économiques, etc.) selon une classification pouvant aller jusqu'à 81 postes, différente de celle de Corine Land Cover,,. L'Institut met également à disposition des outils permettant de visualiser par photo aérienne l'évolution de l'occupation des sols de la commune entre 1949 et 2018.

- Moyenne annuelle de température : 10,7 °C
- Nombre de jours avec une température inférieure à -5°C : 3 j
- Nombre de jours avec une température supérieure à 30°C : 2,9 j
- Amplitude thermique annuelle[Note 3] : 14,8 °C
- Cumuls annuels de précipitation : 719 mm
- Nombre de jours de précipitation en janvier : -1,2 j
- Nombre de jours de précipitation en juillet : -1,1 j

Henry V d'Angleterre, «petit roy godon» mort à Sainct-Fiacre-en-Brye, occuperait, selon certaines sources, égalemement une place non nulle dans les sols de la commune.

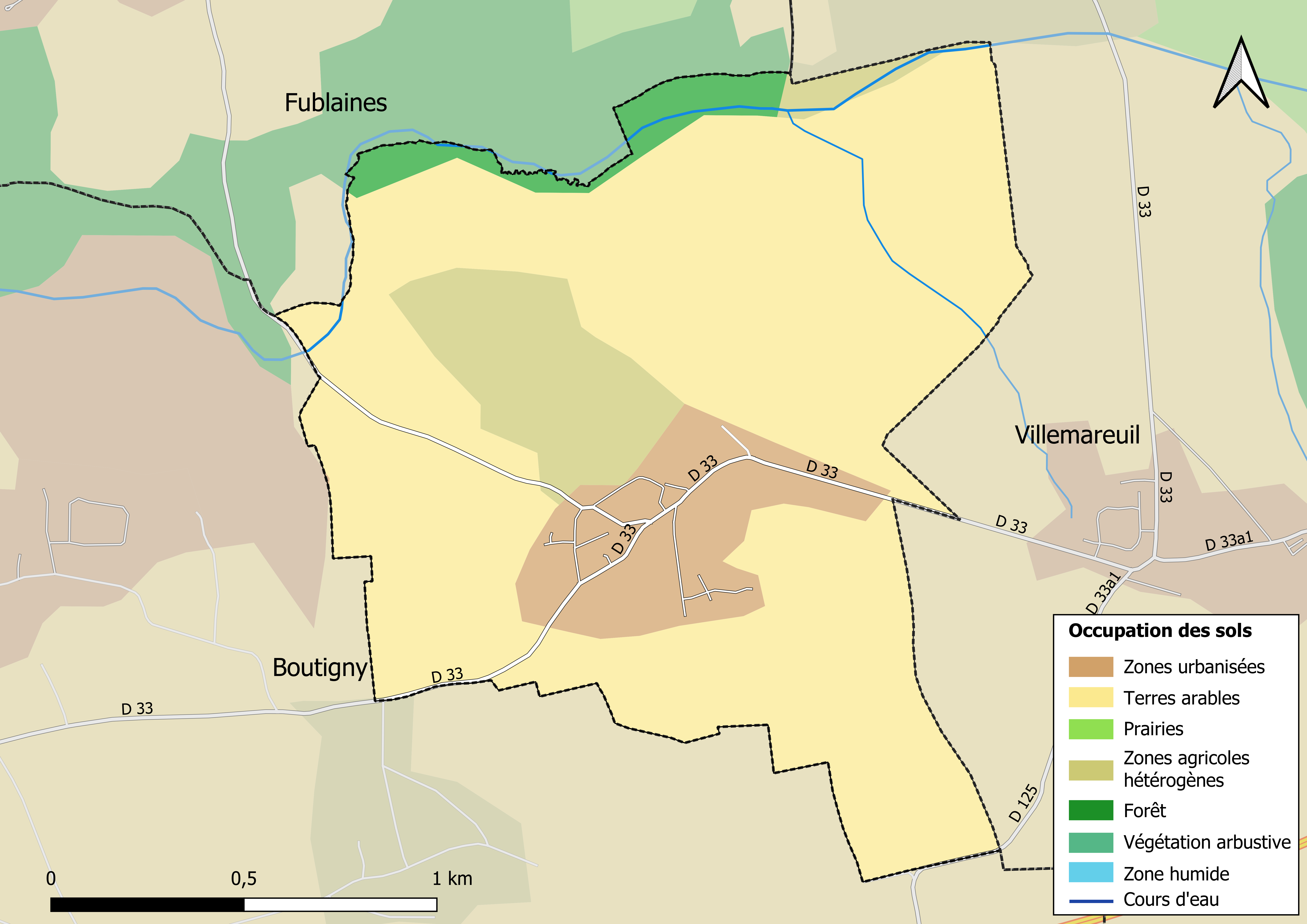
Carte des infrastructures et de l'occupation des sols en 2018 (CLC) de la commune.
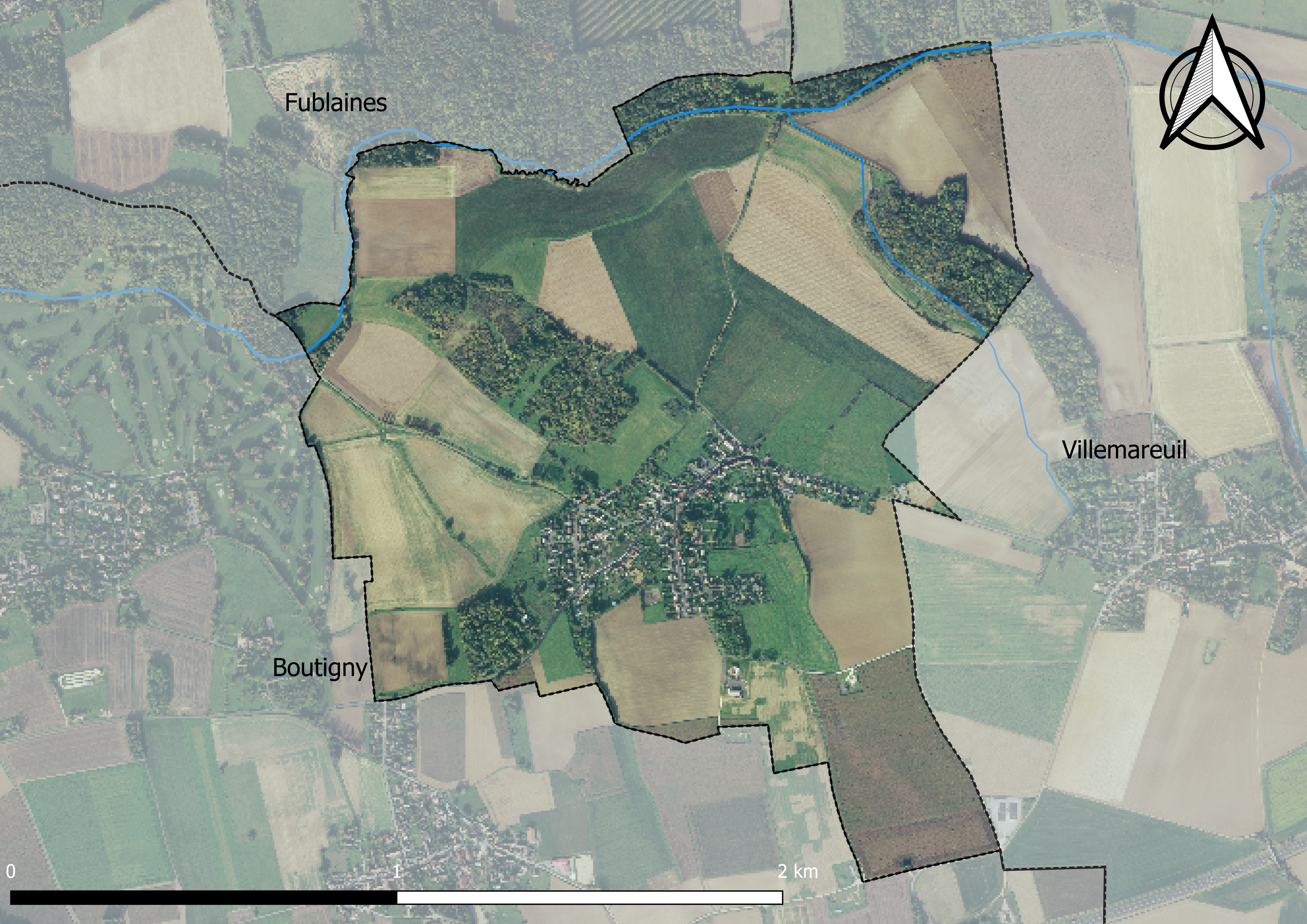
Carte orthophotogrammétrique de la commune.

### Planification
La loi SRU du 13 décembre 2000 a incité les communes à se regrouper au sein d’un établissement public, pour déterminer les partis d’aménagement de l’espace au sein d’un SCoT, un document d’orientation stratégique des politiques publiques à une grande échelle et à un horizon de 20 ans et s'imposant aux documents d'urbanisme locaux, les PLU (Plan local d'urbanisme). La commune est dans le territoire du SCOT Pays créçois, approuvé le 18 décembre 2019.
La commune disposait en 2019 d'un plan local d'urbanisme approuvé. Un plan local d'urbanisme intercommunal couvrant le territoire de la communauté de communes des Deux Morin, prescrit le 28 juin 2018, était en élaboration,. Le zonage réglementaire et le règlement associé peuvent être consultés sur le Géoportail de l'urbanisme.

### Logement
En 2017, le nombre total de logements dans la commune était de 166 dont 93,2 % de maisons et 6,2 % d'appartements.
Parmi ces logements, 93,8 % étaient des résidences principales, 1,7 % des résidences secondaires et 4,5 % des logements vacants.
La part des ménages fiscaux propriétaires de leur résidence principale s'élevait à 86,7 % contre 9 % de locataires dont, 0,6 % de logements HLM loués vides (logements sociaux) et, 4,2 % logés gratuitement.

### Voies de communication et transports

#### Transports
La commune est desservie par la ligne d’autocar No 21 (Fublaines – Meaux) du réseau de bus Meaux et Ourcq.

## Toponymie
Anciennement Breilum mentionné sous la forme « Monasterium quod dicitur Breilum, tribus distans millibus ab urbe Meldis » au XIe siècle, territoire donné par Faron, évêque de Meaux, à l'anachorète Fiacre.
Attesté sous les formes Prioratus Sancti Fiacrii in Brya en 1094 ; Sanctus Fyacrius vers 1250 ; Seinefiacre en 1275.
Hagiotoponyme issu du saint éponyme Saint Fiacre, l'évangélisateur de la région de Meaux.

## Histoire
La chanson médiévale Le Roy Angloys fait de Saint-Fiacre (à l'époque Sainct-Fiacre-en-Brye) le lieu de décès du roi Henri V. C'est une erreur, le roi étant en réalité mort à Vincennes. Cette légende reste répandue à cause de la chanson.

## Politique et administration

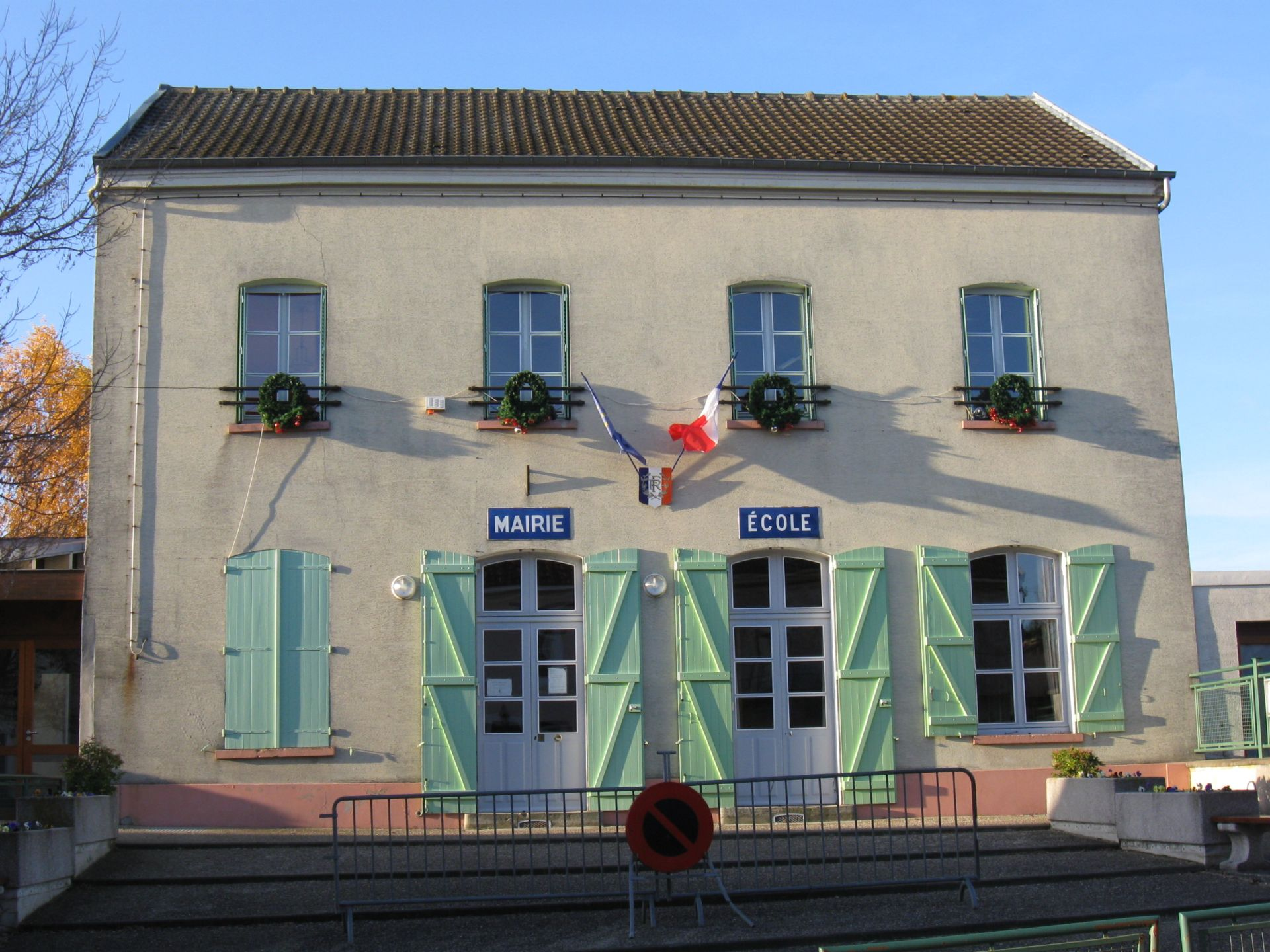
La mairie-école.

### Liste des maires
| Période                                  | Période      | Identité                     | Étiquette | Qualité                                                                    |
| ---------------------------------------- | ------------ | ---------------------------- | --------- | -------------------------------------------------------------------------- |
| Les données manquantes sont à compléter. |              |                              |           |                                                                            |
| 1798                                     | 1811         | Louis Vincent Raoult         |           |                                                                            |
| 1811                                     | 1813         | Lebel                        |           |                                                                            |
| 1814                                     | juillet 1816 | Ambroise Louis Dessain       |           |                                                                            |
| juillet 1816                             | 1821         | Jean Henry Nicolas Godefroy  |           |                                                                            |
| 1822                                     | 1825         | Louis Charles Raoult         |           |                                                                            |
| 1826                                     | 1844         | ?                            |           |                                                                            |
| 1845                                     | mi 1848      | Jean Nicolas Antoine Boudier |           |                                                                            |
| mi 1848                                  | mi 1858      | Charles Isidore Marest       |           |                                                                            |
| mi 1858                                  | 1882         | Honoré Henry Raoult          |           |                                                                            |
| mars 1989                                | mars 2001    | Marc Dagniaud                |           |                                                                            |
| mars 2008                                | 2020         | Christian Vavon              |           |                                                                            |
| 2020                                     | En cours     | David Lourdelet              |           | Professions intermédiaires administratives et commerciales des entreprises |

## Équipements et services

### Eau et assainissement
L’organisation de la distribution de l’eau potable, de la collecte et du traitement des eaux usées et pluviales relève des communes. La loi NOTRe de 2015 a accru le rôle des EPCI à fiscalité propre en leur transférant cette compétence. Ce transfert devait en principe être effectif au 1er janvier 2020, mais la loi Ferrand-Fesneau du 3 août 2018 a introduit la possibilité d’un report de ce transfert au 1er janvier 2026,.

#### Assainissement des eaux usées
En 2020, la gestion du service d'assainissement collectif de la commune de Saint-Fiacre est assurée par  le SMAAEP de Crécy_Boutigny et Environs pour la collecte, le transport et la dépollution. Ce service est géré en délégation par une entreprise privée, dont le contrat arrive à échéance le 31 décembre 2024,,.
L’assainissement non collectif (ANC) désigne les installations individuelles de traitement des eaux domestiques qui ne sont pas desservies par un réseau public de collecte des eaux usées et qui doivent en conséquence traiter elles-mêmes leurs eaux usées avant de les rejeter dans le milieu naturel. Le SMAAEP de Crécy_Boutigny et Environs assure pour le compte de la commune le service public d'assainissement non collectif (SPANC), qui a pour mission de vérifier la bonne exécution des travaux de réalisation et de réhabilitation, ainsi que le bon fonctionnement et l’entretien des installations,.

#### Eau potable
En 2020, l'alimentation en eau potable est assurée par  le SMAAEP de Crécy_Boutigny et Environs qui en a délégué la gestion à la SAUR, dont le contrat expire le 31 décembre 2024,,.
Les nappes de Beauce et du Champigny sont classées en zone de répartition des eaux (ZRE), signifiant un déséquilibre entre les besoins en eau et la ressource disponible. Le changement climatique est susceptible d’aggraver ce déséquilibre. Ainsi afin de renforcer la garantie d’une distribution d’une eau de qualité en permanence sur le territoire du département, le troisième Plan départemental de l’eau signé, le 3 octobre 2017, contient un plan d’actions afin d’assurer avec priorisation la sécurisation de l’alimentation en eau potable des Seine-et-Marnais. A cette fin a été préparé et publié en décembre 2020 un schéma départemental d’alimentation en eau potable de secours dans lequel huit secteurs prioritaires sont définis. La commune fait partie du secteur Meaux.

## Population et société

### Démographie
L'évolution du nombre d'habitants est connue à travers les recensements de la population effectués dans la commune depuis 1793. Pour les communes de moins de 10 000 habitants, une enquête de recensement portant sur toute la population est réalisée tous les cinq ans, les populations de référence des années intermédiaires étant quant à elles estimées par interpolation ou extrapolation. Pour la commune, le premier recensement exhaustif entrant dans le cadre du nouveau dispositif a été réalisé en 2007.

En 2022, la commune comptait 490 habitants, en évolution de +20,99 % par rapport à 2016 (Seine-et-Marne : +3,92 %, France hors Mayotte : +2,11 %).
| 1793 | 1800 | 1806 | 1821 | 1831 | 1836 | 1841 | 1846 | 1851 |
| ---- | ---- | ---- | ---- | ---- | ---- | ---- | ---- | ---- |
| 295  | 312  | 323  | 333  | 311  | 286  | 260  | 271  | 270  |

| 1856 | 1861 | 1866 | 1872 | 1876 | 1881 | 1886 | 1891 | 1896 |
| ---- | ---- | ---- | ---- | ---- | ---- | ---- | ---- | ---- |
| 262  | 263  | 243  | 224  | 215  | 200  | 220  | 244  | 239  |

| 1901 | 1906 | 1911 | 1921 | 1926 | 1931 | 1936 | 1946 | 1954 |
| ---- | ---- | ---- | ---- | ---- | ---- | ---- | ---- | ---- |
| 224  | 229  | 180  | 153  | 146  | 150  | 144  | 138  | 137  |

| 1962 | 1968 | 1975 | 1982 | 1990 | 1999 | 2006 | 2007 | 2012 |
| ---- | ---- | ---- | ---- | ---- | ---- | ---- | ---- | ---- |
| 116  | 136  | 332  | 376  | 350  | 389  | 371  | 369  | 405  |

| 2017 | 2022 | - | - | - | - | - | - | - |
| ---- | ---- | - | - | - | - | - | - | - |
| 402  | 490  | - | - | - | - | - | - | - |

### Sports
- golf de Meaux-Boutigny (à 1 km) ;
- randonnées pédestres (plus de 10 circuits en Pays Créçois) ;
- sports équestres ;
- vélo et vtt ;
- roller et skate (une boucle de 400 m et des modules acrobatiques, entièrement dédiés à ces pratiques).

### Événements
- Cérémonie religieuse en l'honneur de saint Fiacre, et procession annuelle à la fontaine suivant le chemin de Saint-Fiacre : le dimanche qui suit le 30 août[47].

## Économie

### Revenus de la population et fiscalité
En 2018, le nombre de ménages fiscaux de la commune était de 174, représentant 449 personnes et la  médiane du revenu disponible par unité de consommation  de 26 240 euros.

### Emploi
En 2017 , le nombre total d’emplois dans la zone était de 17, occupant 186 actifs  résidants.
Le taux d'activité de la population (actifs ayant un emploi) âgée de 15 à 64 ans s'élevait à 76,3 % contre un taux de chômage de 5 %. 
Les 18,8 % d’inactifs se répartissent de la façon suivante : 10 % d’étudiants et stagiaires non rémunérés, 6,3 % de retraités ou préretraités et 2,5 % pour les autres inactifs.

### Secteurs d'activité

#### Entreprises et commerces
En 2019, le nombre d’unités légales et d’établissements (activités marchandes hors agriculture) par secteur d'activité était de 17 dont 8 dans la construction, 2 dans le commerce de gros et de détail, transports, hébergement et restauration, 4 dans les activités spécialisées, scientifiques et techniques et activités de services administratifs et de soutien, 2 dans l’administration publique, enseignement, santé humaine et action sociale et 1  était relatif aux autres activités de services.
En 2020, 3 entreprises ont été créées sur le territoire de la commune, dont 2 individuelles.
Au 1er janvier 2021, la commune ne disposait pas d’hôtel et de terrain de camping.

#### Agriculture
Saint-Fiacre est dans la petite région agricole dénommée la « Brie laitière » (anciennement Brie des étangs), une partie de la Brie à l'est de Coulommiers. En 2010, l'orientation technico-économique de l'agriculture sur la commune est la polyculture et le polyélevage.
Si la productivité agricole de la Seine-et-Marne se situe dans le peloton de tête des départements français, le département enregistre un double phénomène de disparition des terres cultivables (près de 2 000 ha par an dans les années 1980, moins dans les années 2000) et de réduction d'environ 30 % du nombre d'agriculteurs dans les années 2010. Cette tendance se retrouve au niveau de la commune où le nombre d’exploitations est passé de 3 en 1988 à 2 en 2010. Parallèlement, la taille de ces exploitations diminue, passant de 61 ha en 1988 à 48 ha en 2010.
Le tableau ci-dessous présente les principales caractéristiques des exploitations agricoles de Saint-Fiacre, observées sur une période de 22 ans : 
|                                      | 1988 | 2000 | 2010 |
| ------------------------------------ | ---- | ---- | ---- |
| Dimension économique,                |      |      |      |
| Nombre d’exploitations (u)           | 3    | 1    | 2    |
| Travail (UTA)                        | 14   | 10   | 4    |
| Surface agricole utilisée (ha)       | 183  | 102  | 96   |
| Cultures                             |      |      |      |
| Terres labourables (ha)              | 163  | s    | s    |
| Céréales (ha)                        | s    | s    | s    |
| dont blé tendre (ha)                 | s    | s    | s    |
| dont maïs-grain et maïs-semence (ha) | s    | s    | s    |
| Tournesol (ha)                       | 0    |      |      |
| Colza et navette (ha)                | s    | s    | s    |
| Élevage                              |      |      |      |
| Cheptel (UGBTA)                      | 18   | 0    | 0    |

## Culture locale et patrimoine

### Patrimoine religieux

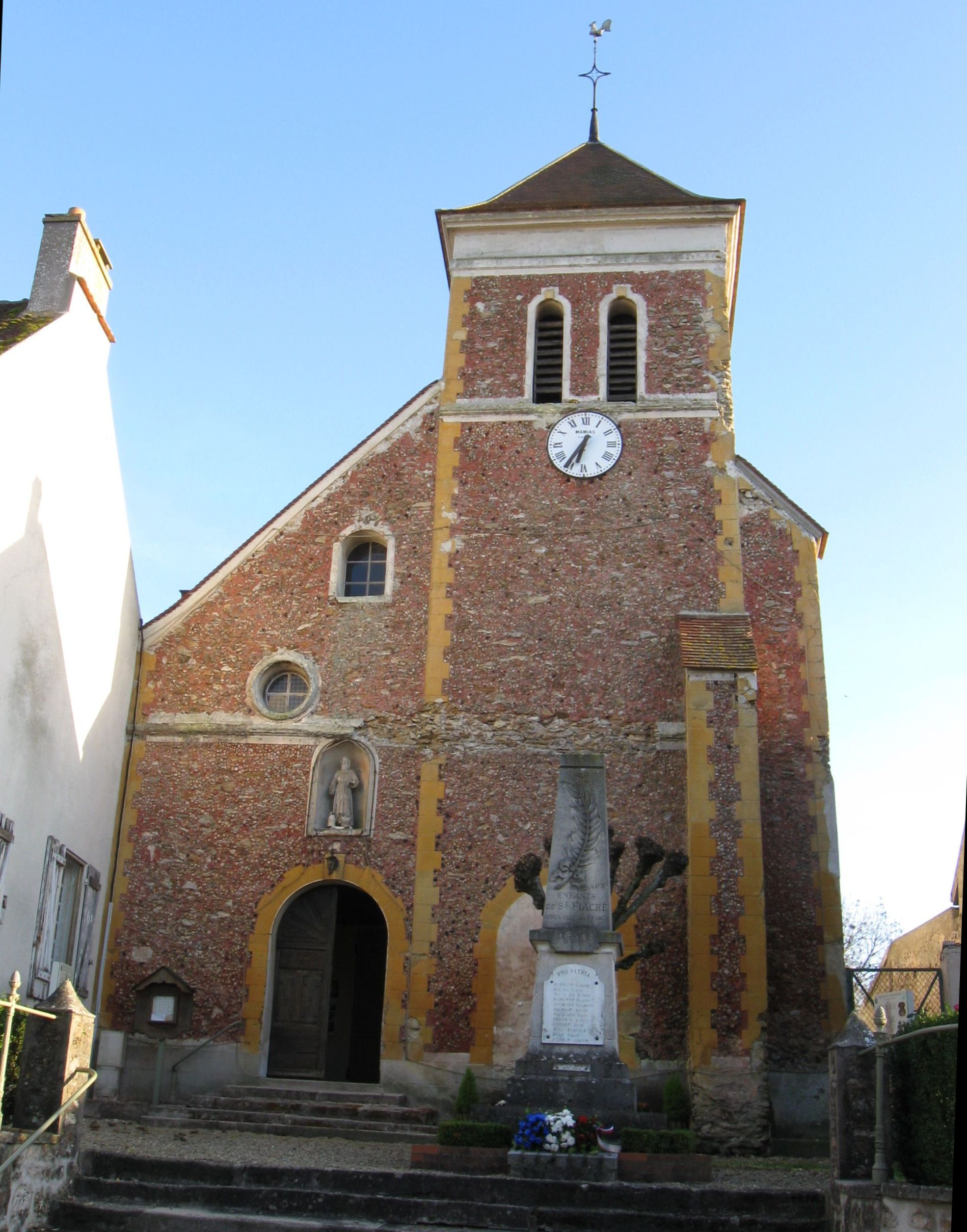
L'église.

- église Saint-Fiacre XVIIe siècle, agrandie au XIXe siècle, contient plusieurs éléments classés au titre d'objet[55] ;
  - tombeau de saint Fiacre avec gisant de pierre, XVIe siècle ;
  - pierre guérisseuse (mortier gallo-romain ?) ;
  - statue de saint Fiacre en bois, XVIIe siècle ;
  - à la sacristie, statuette de saint Fiacre au livre en pierre, XVe siècle ;
  - statue de saint Jean-Baptiste en pierre, XVIIe siècle ;
  - chaire, XVIIIe siècle ;
  - châsse XVIIIe siècle et bras-reliquaire de saint Fiacre, XVIIe siècle ;
- chapelle du XIXe siècle (lieu de pèlerinage) ;
- abbaye de Saint-Fiacre (partiellement en ruines)[56].

Le monastère devenu prieuré fut pendant longtemps un lieu de pèlerinage très fréquenté.
En 1234 le corps du saint fut mis en châsse, à la suite de quoi le monastère prospéra et reçut de nombreux dons durant les XIIe et XIIIe siècles. Louis XI fit recouvrir la châsse d’argent en 1478.
Les moines furent dispersés lors des guerres de religion, et les reliques de saint Fiacre transférées à la cathédrale de Meaux par mesure de précaution. Mais le danger passé, les chanoines de Meaux refusèrent de rendre la châsse. Le prieuré connut donc un déclin au XVIIe siècle.
Des moines bénédictins de la congrégation de Saint-Maur s'y installèrent au début du XVIIe siècle, et entreprirent la restauration du prieuré. Dès lors il retrouva sa notoriété d'antan. Le village s’agrandit pour accueillir les pèlerins, et les guérisons se multiplièrent. Le prieuré bénéficia de la protection royale, et fut visité par Anne d’Autriche (en 1641), Louis XIV (en 1683) avec la reine Marie-Thérèse et Bossuet. Étant donné que l'enceinte du couvent était strictement interdite aux femmes, même les reines ne pouvaient y entrer, y compris Anne d'Autriche, pourtant venue à pied.
En 1776, le couvent fut réuni à l’abbaye Saint-Faron de Meaux. Puis les biens furent vendus nationalement, l’église du monastère détruite et la tombe de saint Fiacre transportée dans l’église paroissiale.
Le pèlerinage reprit au XIXe siècle sous l’impulsion de l’abbé Grand-Trait.
Quelques bâtiments anciens subsistent encore sur les lieux où vécut le saint, dans l'actuel parc du Prieuré (propriété privée, visites possibles). La pierre ronde de la légende et le tombeau vide du saint - son corps ayant été transporté à la cathédrale de Meaux lors des guerres de religion - sont conservés dans l’église paroissiale. Saint Fiacre y est représenté en moine vêtu d’une longue robe blanche, d’un scapulaire et une cape à capuchon noirs ; ses deux attributs sont le livre et la bêche.

### Lieux et monuments

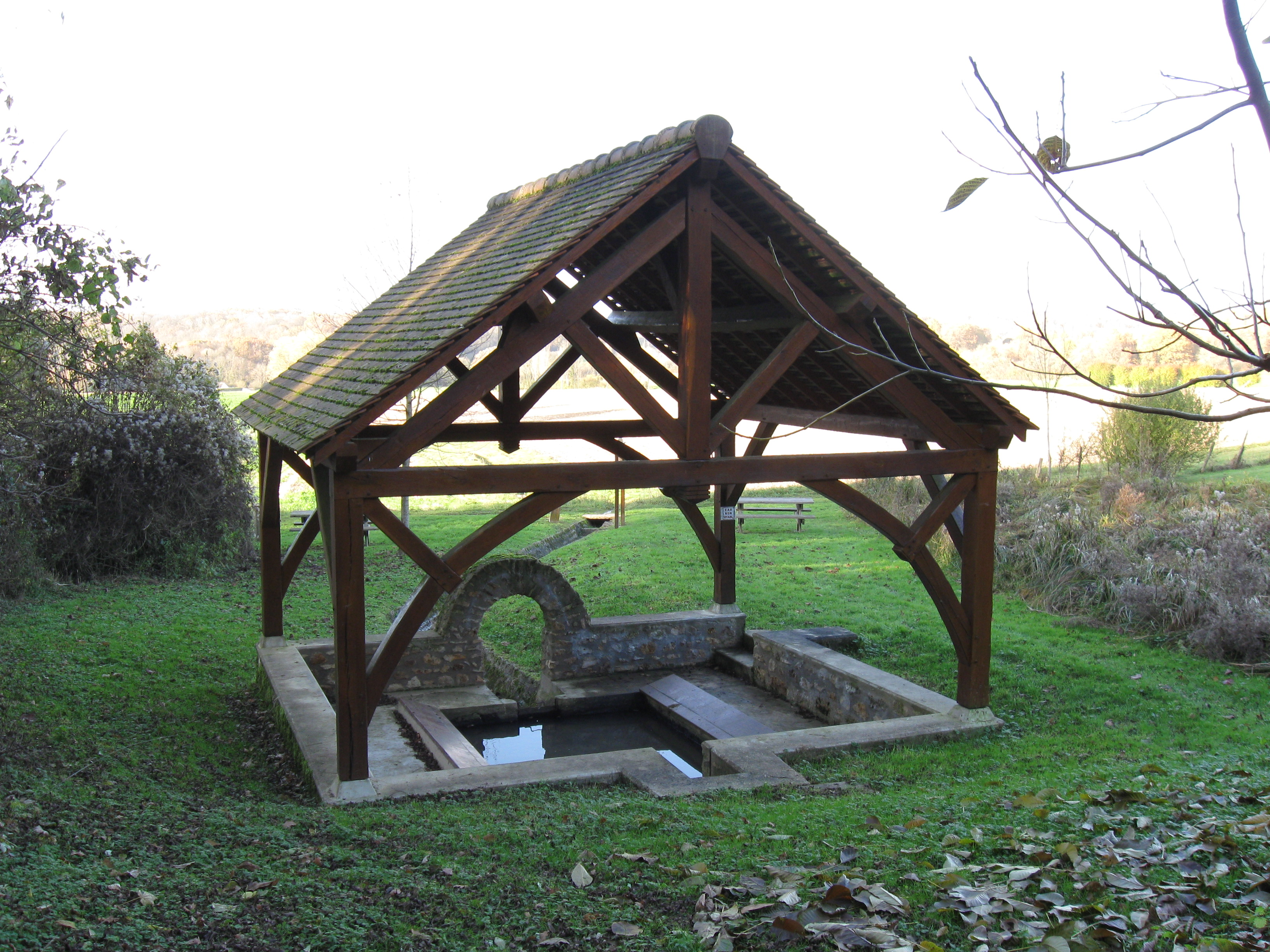
L'ancien lavoir restauré au bord de l'aqueduc de la Dhuis.

- l'aqueduc semi-souterrain de la Dhuis ;
- chemin de Saint-Fiacre[58] : sous l’impulsion de la communauté de communes du Pays Créçois, il a été balisé sur les 4 km depuis l’ancien prieuré jusqu’à la fontaine (qui, bien que située sur le territoire de la commune de Villemareuil, appartient à celle de Saint-Fiacre[59]), à travers Saint-Fiacre et Villemareuil. Six panneaux placés aux étapes principales donnent des explications sur la vie et le culte du saint, ainsi que sur l’histoire des monuments des deux villages ;
- circuit routier et circuits piétonniers de la Vallée des peintres du Grand-Morin, dont Saint-Fiacre fait partie avec Crécy-la-Chapelle. Parcours historiques[60].

### Personnalités liées à la commune
- Henri V d'Angleterre qui, selon la légende, mourut à Saint-Fiacre. Les historiographes officiels de l'époque écrivirent qu'il était mort au château de Vincennes.

### Héraldique
| Blason de Saint-Fiacre | Blason  | De sinople à la bêche d'argent emmanchée de sable, le fer en bas, et au livre fermé d'argent, la couverture d'or chargée d'une croisette latine de gueules, brochant sur le manche. |
| Blason de Saint-Fiacre | Détails | |